# Pasta lutownicza
Pasta lutownicza – średnio aktywny topnik, który ułatwia lutowanie miękkie różnych elementów, np. srebrzonych, miedzianych, cynkowanych oraz niklowanych, najczęściej przy użyciu lutów cynowo-ołowiowych topiących się w zakresie 170-325 °C. W charakterze topnika, przy lutowaniu materiałów miedzianych lub ze stopów miedzi, stosowana bywa kalafonia.